# Paracobitis tigris
Paracobitis tigris är en fiskart som först beskrevs av Heckel, 1843.  Paracobitis tigris ingår i släktet Paracobitis och familjen grönlingsfiskar. Inga underarter finns listade i Catalogue of Life.